# Junkers Jumo 210
Der Junkers Jumo 210 war ein flüssigkeitsgekühlter Zwölfzylinder-Flugmotor mit einem Hubraum von 19,7 Litern und einer Startleistung von bis zu 730 PS. Von 1934 bis 1938 wurden von Junkers Motorenbau bzw. den Junkers Flugzeug- und Motorenwerken insgesamt etwa 6500 Stück aller Versionen hergestellt.
Die ab 1937 produzierte Version Jumo 210 G war – noch vor dem Daimler-Benz DB 601 – der erste in Serie hergestellte Ottomotor mit Benzindirekteinspritzung. Nachfolger war der ab Spätsommer 1937 produzierte Jumo 211 mit 35 Litern Hubraum und bis zu 1500 PS.

## Geschichte
Anfang der 1930er Jahre wurden die deutschen Motorenhersteller vom Reichsverkehrsministerium zur Entwicklung eines 800-PS-Flugmotors aufgefordert, der als V-Motor mit „hängenden“ Zylindern konzipiert werden sollte und sich für militärische und zivile Zwecke eignete. Der V-Motor war dabei um 180 Grad gedreht eingebaut, sodass die Kurbelwelle oben lag (daher auch als „A-Motor“ bezeichnet). Diese Form des Motoreneinbaus erleichterte auch die Zugänglichkeit von Zylinderköpfen (Ventilsteuerung) und Zündkerzen für die Wartung.
Daraufhin begann 1931 in Dessau die Junkers Motorenbau GmbH unter der Leitung von Otto Mader mit der Entwicklung des Jumo 210. Der neue Motor stellte gegenüber seinem Vorgänger, dem V-12-Motor L 88 mit stehenden Zylindern (Kurbelwelle unten) einen Generationssprung dar, weil er erstmals bei Junkers unter Berücksichtigung des Schwingungsverhaltens im Lauf konstruiert wurde. Beim Vorgänger war noch versucht worden, durch überdimensionierte Bauteile eine Schwingungsminimierung zu erreichen, was jedoch zu einem hohen Gewicht mit großen beweglichen Massen führte. Die durch die optimierten Teile wie Kurbelwelle, Pleuel, Kolben etc. erzielte Gewichtsverringerung erlaubte weit höhere Drehzahlen, so dass der Jumo 210 nur noch etwa das halbe Leistungsgewicht des L 88 aufwies.
Ende 1934 wurden die ersten Serienmotoren vom Typ Jumo 210 A ausgeliefert. Die Flugerprobung erfolgte in einer Junkers W 33. Jumo 210 wurden unter anderem in den frühen Versionen der Messerschmitt Bf 109 (A bis D), der Messerschmitt Bf 110 (A/B) und der Ju 87A eingesetzt. Der Me-262-Prototyp V1 wurde mit einem im Bug eingebauten Jumo 210 G getestet, da die vorgesehenen Strahltriebwerke noch nicht verfügbar bzw. noch sehr unzuverlässig waren.
Die Varianten des Jumo 210 umfassten Versionen mit unterschiedlichen Propelleruntersetzungen für den Einsatz in verschiedenen Geschwindigkeitsbereichen und Versionen mit einem von der Kurbelwelle angetriebenen Ein- bzw. Zweigang-Lader (Radialverdichter). Durch den Einbau der von August Lichte (1902–1978) ab 1934 entwickelten Einspritzanlage war der Jumo 210 G der weltweit erste in Serie gebaute Flugmotor mit Benzindirekteinspritzung und automatischer Gemischregelung. Er wurde unter anderem in der Bf 109 C und in der Bf 110 B eingebaut.
Der Junkers Jumo 211 mit 35 l Hubraum – die geometrisch vergrößerte („Storchschnabelmotor“) Version des Jumo 210 – wurde ab 1935 als Nachfolger entwickelt.

## Varianten
- Jumo 210 A (1934)

Vergasermotor, Startleistung etwa 610 PS (449 kW)
- Jumo 210 B/C (1935)

Vergasermotor, Startleistung 600 PS (441 kW) bei 2700 min−1, 640 PS Maximalleistung in 2,8 km Höhe
- Jumo 210 D/E (1936)

Vergasermotor mit Zweiganglader, Startleistung 680 PS (500 kW) bei 2700 min−1, 690 PS Maximalleistung in 800 m Höhe
- Jumo 210 G (1937)

wie 210 D, aber mit Junkers-Benzindirekteinspritzung statt Vergaser, Startleistung 730 PS (537 kW) bei 2700 min−1
Die Unterschiede zwischen Jumo 210 B/C und D/E liegen in einem unterschiedlichen Untersetzungsverhältnis des Propellergetriebes für schnelle (210 B/D) oder langsame (210 C/E) Flugzeuge.

## Technische Daten
Jumo 210 D
- Typ: flüssigkeitsgekühlter Zwölfzylinder-V-Motor
- Bohrung: 124 mm
- Hub: 136 mm
- Hubraum: 19,7 Liter
- Verdichtungsverhältnis: 6,5:1
- Rüstgewicht: 440 kg
- Startleistung: 680 PS (500 kW) bei einer Drehzahl von 2700 min−1